# Лисун мальований
Лисун мальований, або бичок-лисун мережчатий (Pomatoschistus pictus) — невеликий бичок, що мешкає в водах Європи від Торнгаймсфьорду в Норвегії до Канарських островів в Іспанії, іноді відзначається в Середземному і Чорному морях. Живе на глибинах від 1 до 55 м, віддаючи перевагу гравію або піщаним ґрунтам. Його молодь іноді може бути знайдена в басейнах припливової зони. Живиться амфіподами та копеподами.

## Характеристика
Відносно невеликий бичок, зростає до 6 см в довжину, хоча деякі з них можуть сягати 9,5 см. Має жовтувато-коричневий колір, з рядом з чотирьох подвійних темно-коричневих плям вздовж боків. Спинний плавець має ряди темно-коричнево-чорних плями впереміж із смугами райдужно-синього і рожевого кольору.